# Gilbert Glacier
Gilbert Glacier är en glaciär i Antarktis. Den ligger i Västantarktis. Argentina, Chile och Storbritannien gör anspråk på området. Gilbert Glacier ligger 196 meter över havet.
Terrängen runt Gilbert Glacier är huvudsakligen lite bergig. Gilbert Glacier ligger nere i en dal.  Trakten är obefolkad. Det finns inga samhällen i närheten.